# Jean Suau
Jean Suau (ur. w 1503 w Rieumes, zm. 29 kwietnia 1566 w Rzymie) – francuski duchowny katolicki, kardynał, biskup Mirepoix, prefekt Najwyższego Trybunału Sygnatury Apostolskiej podczas pontyfikatu Piusa IV.
20 grudnia 1555 został wybrany biskupem Mirepoix. Tego samego dnia Paweł IV wyniósł go do godności kardynalskiej. 31 stycznia 1561 zrezygnował z kierowania diecezją. Wziął udział w konklawe wybierających Piusa IV i Piusa V.